# Thực vật ra quả một lần

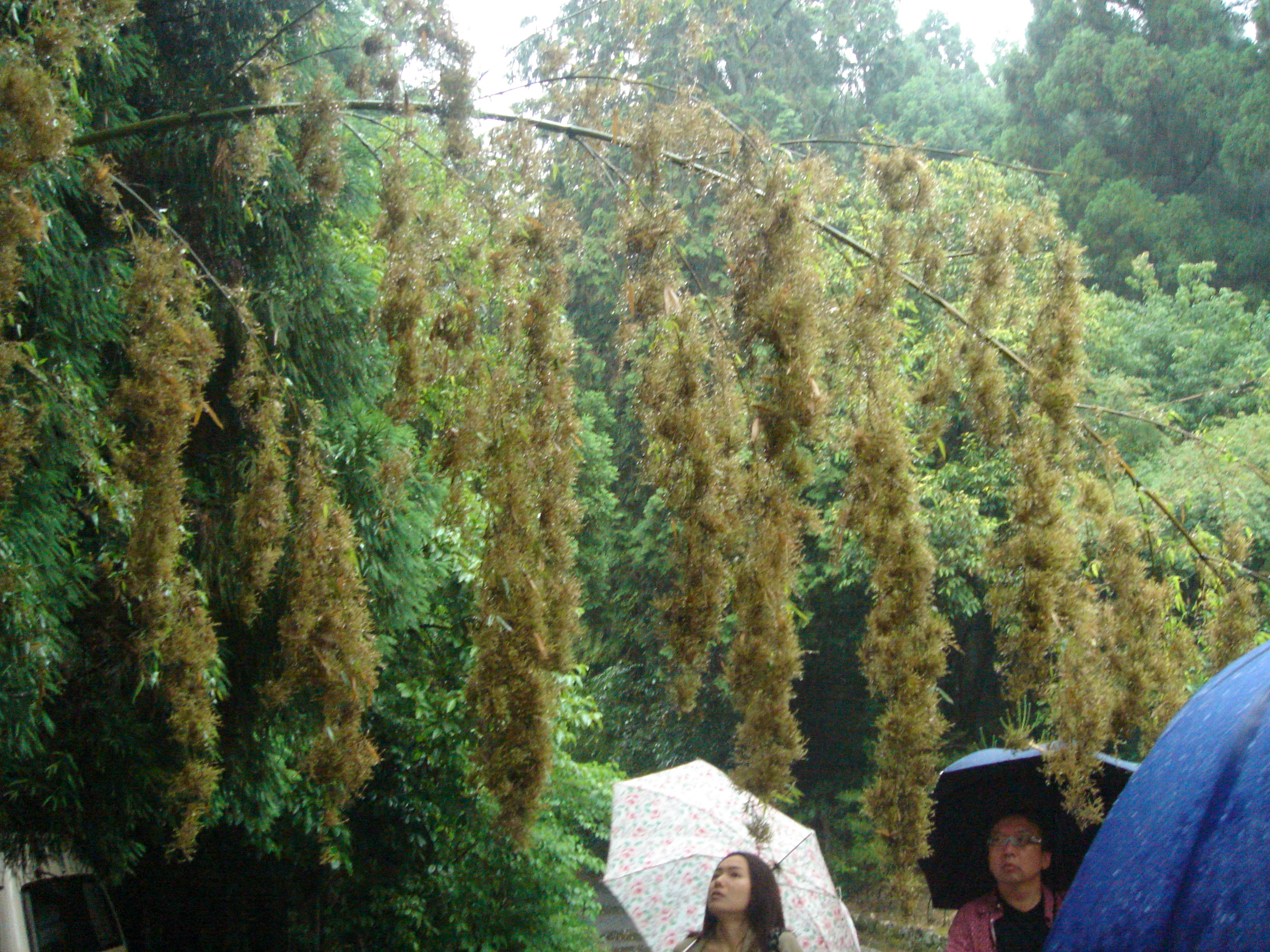
Tre ra hoa tại Inbamura, Nhật Bản năm 2005. Cây tre là một loài thực vật lâu năm nhưng lại là thực vật ra quả một lần

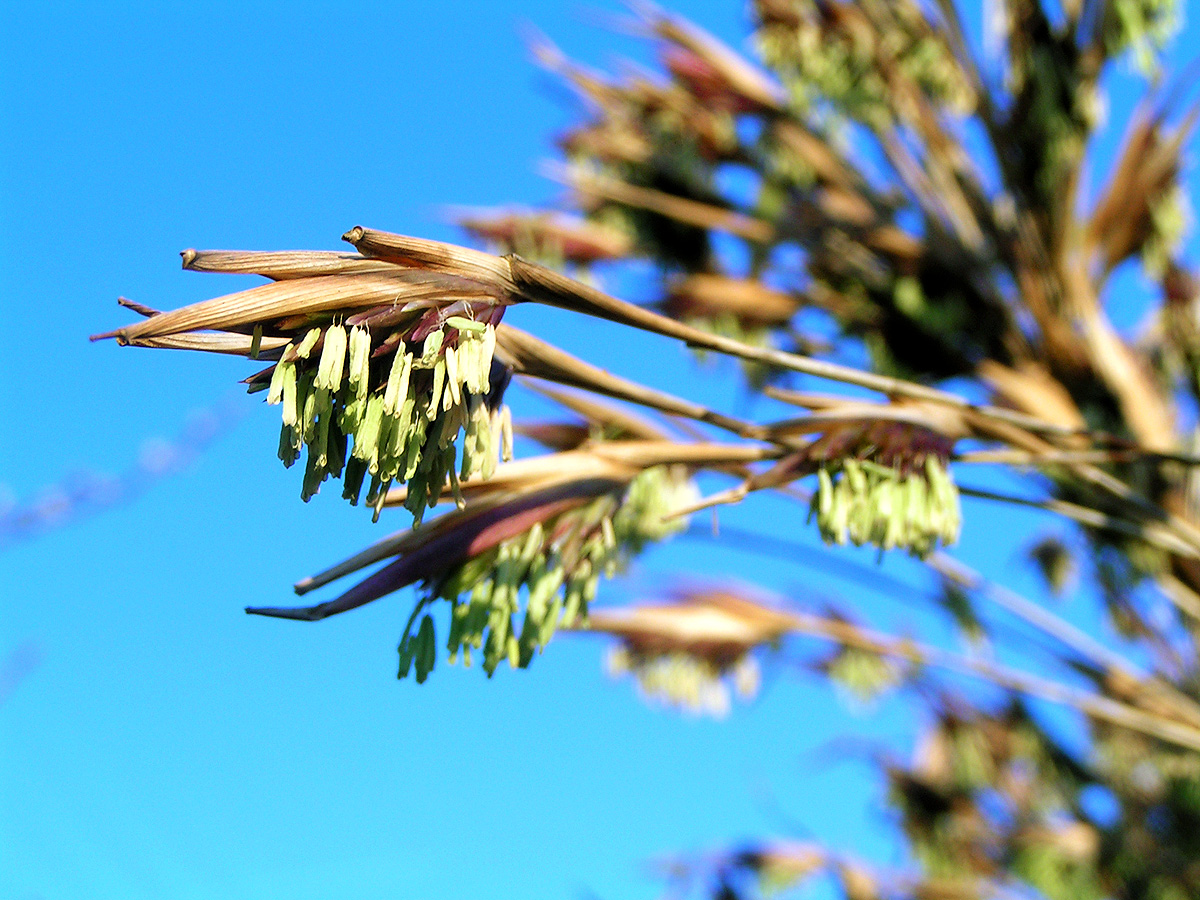
Cận cảnh hoa tre

Thực vật ra quả một lần hay thực vật đơn kỳ quả là những thực vật ra hoa, tạo hạt một lần và sau đó chết đi. Thuật ngữ này có nguồn gốc từ tiếng Hy Lạp (mono, "đơn" + karpos, "quả" hoặc "hạt") và lần đầu tiên được sử dụng bởi Alphonse Pyramus de Candolle. Trái ngược với loại thực vật này là thực vật ra quả nhiều lần, là một loại cây ra hoa và tạo hạt nhiều lần trong suốt vòng đời của nó.

## Đặc điểm sinh lý
Loại thực vật này không nhất thiết phải là cây hàng năm, bởi vì một số thực vật ra quả một lần có thể sống vài năm trước khi chúng đến tuổi ra hoa. Sự tương phản của sinh dục và sinh dưỡng ở các loài này là tột bực, cây chết sau khi tạo hạt. Ở một số thực vật ra quả một lần, sự ra hoa báo hiệu sự lão hóa, trong khi ở những cây khác, việc tạo quả và hạt gây ra những thay đổi bên trong cây dẫn đến cái chết. Những thay đổi này được gây ra bởi các chất hóa học hoạt động như hormone thực vật, chuyển hướng các nguồn tài nguyên của cây từ rễ và lá sang quá trình tạo quả và hạt.
Thông thường thực vật ra quả một lần có thể sống tiếp sau khi ra hoa nếu hoa bị bỏ đi ngay khi chúng nở xong, trước khi hình thành hạt bắt đầu, hoặc trong trường hợp nụ hoa bị loại bỏ trước khi chúng bắt đầu nở.
Một số loài trông như là thực vật ra quả nhiều lần, nhưng thực ra lại là thực vật ra quả một lần. Đó là trường hợp các cây cộng trụ như Chi Dong riềng hay Hedychium. Mỗi đơn vị dinh dưỡng của cây (một chồi hay một thân khí sinh) chỉ ra hoa một lần rồi chết, và một chồi nách sẽ mọc ra thay thế vị trí đó. Như vậy ở các loài này mỗi chồi sẽ ra quả một lần nhưng toàn bộ cây sẽ ra quả nhiều lần, vì vậy đây cũng là cây lâu năm.

## Ví dụ
Cây thùa thuộc chi Agave, một số loài của chi Puya và chi Ngọc giá, Tillandsia utriculata và nhiều loài tre có thể mất từ 8 đến 20 năm hoặc trong trường hợp của một số loài tre thậm chí hơn 100 năm để nở hoa rồi chết. Argyroxiphium virescens và họ hàng của chúng trong chi Wilkesia có thể mất 10–50 năm để đủ tuổi ra hoa.
Các họ thực vật một lá mầm là thực vật ra quả một lần bao gồm Agavaceae, Araceae, Arecaceae, Bromeliaceae, Musaceae và Poaceae. Các họ thực vật hai lá mầm là thực vật ra quả một lần bao gồm Acanthaceae, Apocynaceae, Asteraceae và Fabaceae. Trong đó, một số cây bụi hai lá mầm cũng được ghi nhận, bao gồm các loài của chi Chùy hoa, Cerberiopsis candelabra, Tachigali versicolor và các loài khác trong chi Tachigali.
Đặc biệt, một số loài tre lại không kết hạt sau khi ra hoa, ví dụ như Bambusa vulgaris, Bambusa balcooa  và Dendrocalamus stockii.